# 阮演
豪郡公阮演（越南语：／；16世紀？—1598年），一稱名阮福豪，廣南阮主第一代領袖阮潢的第四子。
阮演生母為無考，在後黎朝任左都督。光興二十一年（1598年），海陽土匪（某氏）禮、（某氏）瓊和（某氏）瑞聚集一起搶掠水棠縣及宜陽縣，阮演與將領黎文金、潘彥在虎芒河討伐他們。阮演首先率領船隻衝入敵軍，刺死（某氏）禮，最後戰死。黎世宗黎維潭贈諡義烈，有子都督阮福俊、掌營阮福棠、掌營阮福基和隊長阮福富。